# Jan Steen (manzana)
Jan Steen es una  variedad cultivar de manzano (Malus domestica).
Criado en el Laboratorio de Fitomejoramiento, Wageningen, Holanda. Fue recibido por "National Fruit Trials" en 1955. Las frutas tienen una carne fina y crujiente con un sabor ligeramente ácido.

## Historia
'Jan Steen' es una variedad de manzana, obtención por el cruece de Sternrenette(Reinette Rouge Etoilee) x Cox's Orange Pippin antes de 1955 en el Laboratorio de Fitomejoramiento "Instituut Voor de Veredeling van Tuinbouwgewassen", Wageningen, Holanda. Fue recibido por el "National Fruit Trials" en 1955.
'Jan Steen' se cultiva en la National Fruit Collection con el número de accesión: 1955-009 y Accession name: Jan Steen.

## Características

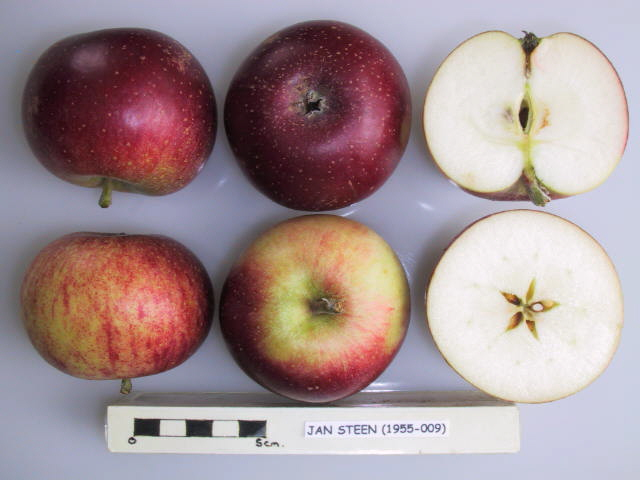
La manzana 'Jan Steen' seccionada.

'Jan Steen' tiene un tiempo de floración que comienza a partir del 11 de mayo con el 10% de floración, para el 18 de mayo tiene una floración completa (80%), y para el 24 de mayo tiene un 90% de caída de pétalos.
'Jan Steen' tiene una talla de fruto mediano o grande; forma truncado-cónica, con una altura de 60.50mm y una anchura de 70.00mm; con nervaduras medias; epidermis con color de fondo amarillo, con sobre color rosa en una cantidad alta-muy alta, con sobre color patrón rayado, "russeting" (pardeamiento áspero superficial que presentan algunas variedades) muy bajo; textura de la pulpa crujiente y color de la pulpa crema; los frutos tienen una carne fina y crujiente con un sabor ligeramente ácido.
Su tiempo de recogida de cosecha se inicia a mediados de octubre. Se usa como fruta de mesa en fresco. Aguanta tres meses en cámara frigorífica.

## Ploidismo
Diploide. Autofértil, pero los cultivos mejoran con un polinizador compatible. Grupo de polinización E, Día 18